# 市立岡谷図書館
市立岡谷図書館（しりつおかやとしょかん）は長野県岡谷市の公共図書館。岡谷市内には、公民館図書室3室（湊公民館図書室、川岸公民館図書室、長地公民館図書室）がある。

## 歴史
1945年（昭和20年）4月15日に、蚕糸記念館（現在の市立岡谷蚕糸博物館）との併設で岡谷市に図書館が開館した。蚕糸記念館は岡谷市の産業である製糸工場の関係資料を持っており、併設開館時には、総裁は市長、職員の主事、書記、事務員の各一名がおかれたが、主事の小尾栄は図書館主事を兼ねていた。
1964年（昭和39年）5月に図書館は旧岡谷郵便局跡地に移転。1979年（昭和54年）9月8日に現在の図書館、文化センター（公民館、市民会館、旧蚕糸博物館、婦人の家）の一角として開館した。

## 建物について
昭和20年に創設され、蚕糸記念館、旧郵便局舎跡で開館してきたが、主館は2階で不便であったり狭かったりで、新図書館を建設することとなった。
日本図書館協会の指導により、条件を整えて1978年（昭和53年）、コンペを行ない、建築家3名、図書館3名による審査の結果、全員一致で決定された。決定された案は、プログラムの要求を最もよく満たし、限られた職員による運営に配慮されているとの評であった。なお、第1回日本図書館協会建築賞・特定賞（1985年）を受賞している。

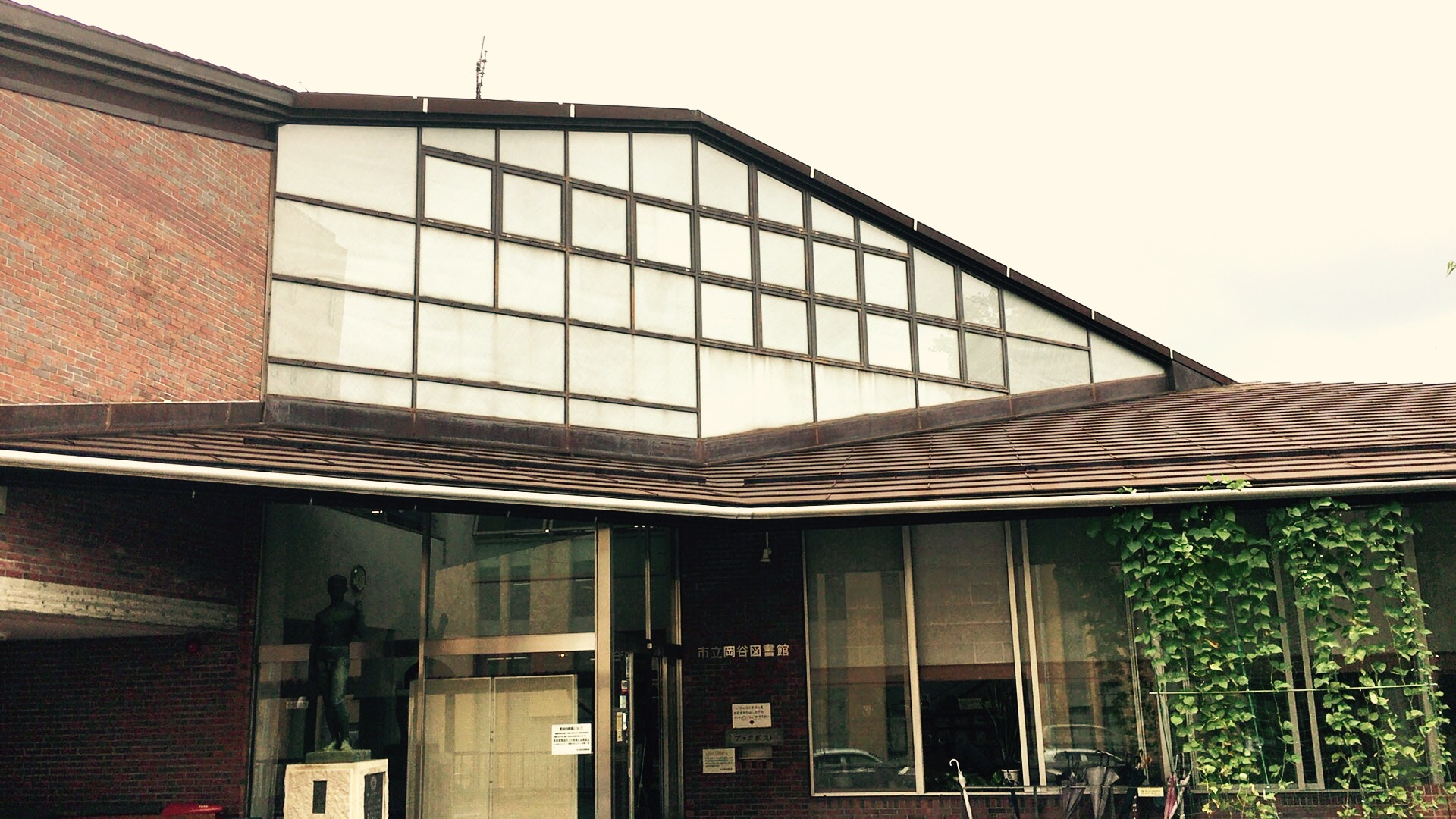
エントランス
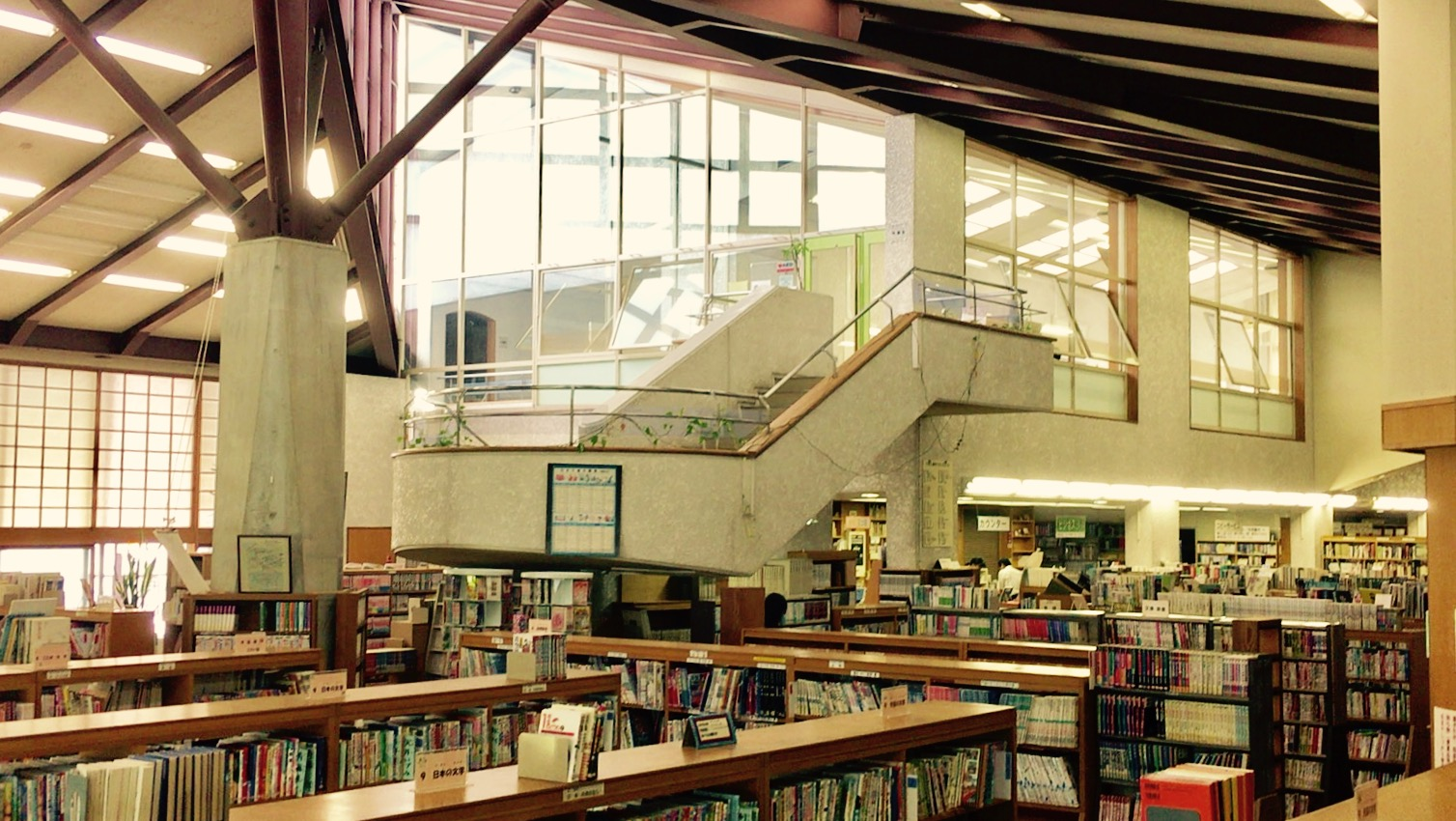
館内
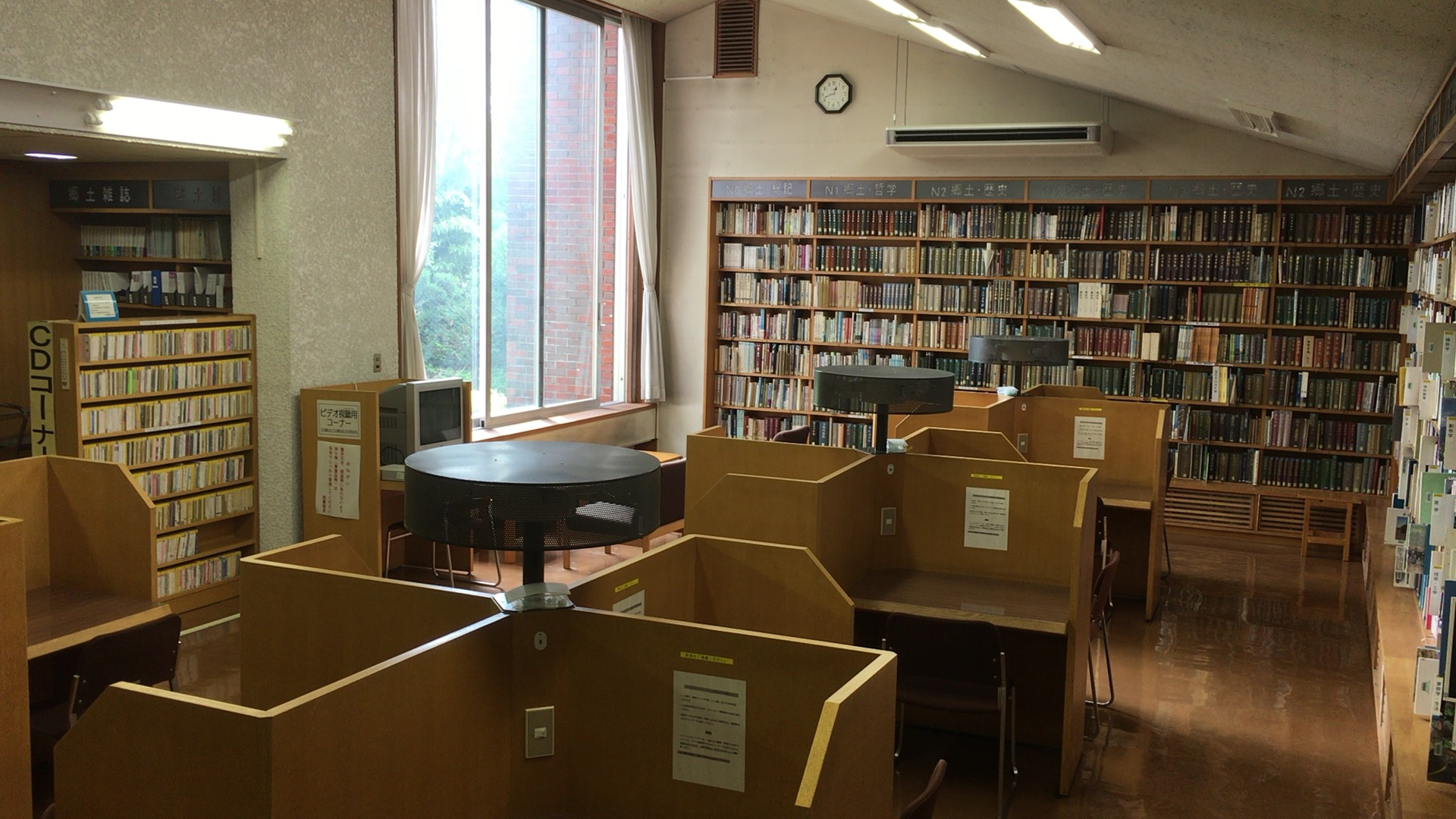
利用者用座席

## 利用案内
開館時間
- 火曜日から日曜日 : 10:00-19:00

休館日
- 毎週月曜日（国民の祝日・休日除く）
- 国民の祝日・休日の翌日（休日、土、日曜日除く）
- 年末年始（12月28日から翌年1月3日）
- 毎月最終金曜日（資料整理日、12月除く）
- 特別整理期間

平成7年4月1日から、諏訪広域図書館情報ネットワーク「すわズラ〜」を構築し、諏訪地域6市町村（諏訪市（諏訪市図書館）、市立岡谷図書館、茅野市（茅野市図書館）、下諏訪町（下諏訪町立図書館）、富士見町（富士見町図書館）、原村（原村図書館））の資料が相互に利用できるようになった。